# Jazmine Sullivan
Jazmine Sullivan (Filadelfia, 9 de abril de 1987) es una cantante estadounidense de R&B y Soul. Su álbum de debut, Fearless, se publicó en 2008 con éxito comercial y de crítica. El disco encabezó la lista de los mejores álbumes de R&B/Hip-Hop de Billboard y fue certificado como disco de platino por la Asociación de la Industria Discográfica de Estados Unidos (RIAA). De él surgieron cuatro sencillos, entre ellos "Need U Bad" y "Bust Your Windows", que se situaron en el top 40 de la lista Billboard Hot 100; el primero se convirtió en el primer y único número uno de Sullivan en la lista Billboard Hot R&B/Hip-Hop Songs.
Siguió con su segundo álbum de estudio, Love Me Back, en 2010, que fue recibido favorablemente por la crítica. Después de tomarse un descanso de tres años, firmó con RCA Records y lanzó su primer álbum de estudio bajo el sello, Reality Show, en 2015, y se convirtió en su segundo álbum en alcanzar el número uno en la lista de Top R&B/Hip-Hop Albums. En 2021, lanzó su primer EP, aclamado por la crítica, Heaux Tales, que cuenta con el sencillo Pick Up Your Feelings.
Ha recibido dos premios Grammy, un premio Billboard Women in Music, dos Soul Train Music Awards, tres NAACP Image Awards y dos BET Awards a lo largo de su carrera. En 2022, Time la incluyó en su lista de las 100 personas más influyentes.

## Trayectoria
Jazmine Sullivan descubrió su talento para cantar en el coro de su iglesia, rápidamente se convirtió en solista del coro y recibió una oferta de la discográfica J Records, Arista Records y RCA Records. Sus padres la llevaron al programa televisivo Showtime at the Apollo. Con trece años, cantó en el escenario con Stevie Wonder. Se graduó en 2005 en la Philadelphia High School for the Creative and Performing Arts donde se especializó en música vocal. Jazmine Sullivan firmó inicialmente para Jive Records a la edad 16 años grabando un álbum titulado Break My Heart Little, álbum que nunca fue puesto a la venta. Mantuvo una relación de trabajo con Missy Elliott, que había producido algunas de las canciones para Heart, y continuó escribiendo canciones, hasta que consiguió su actual contrato en J Records.

## Estilo
Desde el punto de vista sonoro, la voz de Sullivan alterna entre producciones modernas y un sonido con influencia de los años 80 que, según los críticos musicales, le da un sonido hip hop de la vieja escuela. Su tipo de voz es de contralto. Su voz tiene una sólida agilidad en todos los registros y está bien conectada entre un A2 y un G5.
Describe su estilo de escritura como flashbacks, en referencia a sus canciones sobre relaciones fallidas que fueron física y emocionalmente abusivas. Su música muestra sus respuestas a estas relaciones, como es el caso de su canción "Bust Your Windows". Le gusta escribir sobre cómo se siente, lo que a su vez le lleva un día o hasta un mes. Durante la grabación del álbum Reality Show, Sullivan pasó tanto tiempo revisando y volviendo a grabar, que los productores tuvieron que obligarla a publicar el álbum para evitar un retraso en el lanzamiento. Sullivan es conocida por escribir sus propias canciones, lo que amplía su considerable popularidad tanto de los críticos como de los fans.
La canción de Sullivan Bust Your Windows figura en el número 137 de la lista de la National Public Radio en América de las 200 mejores canciones de mujeres del siglo XXI.

## Discografía

### Álbumes
| Año  | Información | Posiciones | Posiciones | Posiciones | Ventas        |
| Año  | Información | US         | US R&B     | FRA        | Ventas        |
| ---- | --- | ---------- | ---------- | ---------- | ------------- |
| 2008 | Fearless - Formats: CD, digital download                                                                           | 6          | 1          | 95         | - US: 517,000 |
| 2010 | Love Me Back - Second studio album - Released: 30 de noviembre de 2010 - Label: J - Formats: CD, descargar digital | 17         | 5          | —          |               |

## Sencillos

### Como artista principal
| Año  | Sencillo                              | Posición más alta | Posición más alta | Posición más alta | Posición más alta | Posición más alta | Album        |
| Año  | Sencillo                              | US                | US R&B            | US Adult R&B      | TUR               | GRE               | Album        |
| ---- | ------------------------------------- | ----------------- | ----------------- | ----------------- | ----------------- | ----------------- | ------------ |
| 2008 | "Need U Bad"                          | 37                | 1                 |                   | —                 | —                 | Fearless     |
| 2008 | "Bust Your Windows"                   | 31                | 4                 | 22                | —                 | —                 | Fearless     |
| 2009 | "Lions, Tigers & Bears"               | 74                | 10                | 11                | —                 | —                 | Fearless     |
| 2009 | "Dream Big"                           | —                 | —                 | —                 | 6                 | 40                | Fearless     |
| 2010 | "Holding You Down (Goin' in Circles)" | 60                | 3                 | —                 | —                 | —                 | Love Me Back |
| 2010 | "10 Seconds"                          | 106               | 15                | —                 | —                 | —                 | Love Me Back |
| 2011 | "Excuse Me"                           | —                 | 71                | —                 | —                 | —                 | Love Me Back |

### Colaboraciones con otros artistas
| Año  | Sencillo                                                     | Posición más alta | Posición más alta | Posición más alta | Posición más alta | Album             |
| Año  | Sencillo                                                     | US                | US R&B            | US Adult R&B      | US Rap            | Album             |
| ---- | ------------------------------------------------------------ | ----------------- | ----------------- | ----------------- | ----------------- | ----------------- |
| 2009 | "Champion" (Ace Hood featuring Rick Ross & Jazmine Sullivan) | —                 | 58                | —                 | —                 | Ruthless          |
| 2009 | "World Tour" (Wale featuring Jazmine Sullivan)               | —                 | —                 | —                 | —                 | Attention Deficit |

## Premios/Nominaciones
- BET Awards
  - 2009, Mejor artista femenina R/B (Nominada)
  - 2009, Mejor nueva artista (Nominada)
  - 2009, BET Centric Award (Ganadora)
  - 2022, mejor artista R/B POP(Ganadora)

- Grammy Awards
  - 2009, Best New Artist (Nominada)
  - 2009, Best Female R&B Vocal Performance: "Need U Bad" (Nominada)
  - 2009, Best R&B Contemporary Album: "Fearless" (Nominada)
  - 2009, Best R&B Song: "Bust Your Windows" (Nominada)
  - 2009, Best Traditional R&B Vocal Performance: "In Love With Another Man" (Nominada)
  - 2010, Best Female R&B Vocal Performance: Lions, Tigers & Bears (Nominada)
  - 2010, Best R&B Song: Lions, Tigers & Bears (Nominada)
  - 2011, Best Female R&B Vocal Performance: "Holding You Down (Goin' In Circles)" (Nominada)
  - 2022, Best R&B performance: “Pick Up Your Feelings” empate con Silk Sonic’s “Leave the Door Open.” (Ganadora)
  - 2022,R&B album "Heaux Tales

- Image Awards
  - 2009, Mejor nueva artista (Nominada)

- Soul Train Awards
  - 2009, Mejor nueva artista (Nominada)
  - 2009, Best R&B Song, Lions, Tigers and Bears (Nominada)

- ASCAP Award
  - 2011, R&B/Hip Hop Song, "Holding You Down (Goin' In Circles)" (Ganadora)